# Volán (együttes)
A Volán együttes 1969-ben alakult magyar zenekar. Először a Fővárosi Művelődési Házban (XI. kerület, Fehérvári út 47.), az egykori Illés-klubban játszottak, rövid ideig.
Akkori felállás volt: Kiss Ernő, a zenekar vezetője (basszusgitár), Végvári Ádám (ének, ritmusgitár), Papp Imre (Mityó) (billentyűk), Batu András (dob), Baranski László (szólógitár).
Kiss Ernő a Volán együttesben mondta: „Keményen gyerekek, keményen!” Céltudatos munkát végeztek, a zenekar heti négy alkalommal több órát próbált. Zenészek voltak Végvári Ádám, Kiss Ernő volt a basszus, a Mityó, Papp Imre, később Nagy Kati billentyűzött, a Szentgyörgyi András dobolt, Batu Andris, a gitárosok Végvári Ádám és Baranski László.
Négy nagy sikerű saját szerzeményük címe: Hajnalodik, Részeg voltam és a Tűzszemű lány. A Mosolyogj, ha elém állsz című dal is említésre méltó, amely később a Geminiben lett igazán ismert.
A Volán saját klubbal rendelkezett az akkori Volán Tröszt épületében (Lenin körút 96.); minden vasárnap ott játszottak. 
Kalmus József énekes, Kiss Ernő, Papp Imre „Mityó” billentyűssel, Végvári Ádám gitáros, de sok, később híressé vált zenész megfordult a csapatban. Rajongótáboruk nagy volt – sok klubhelyiségben játszottak –, mindig tele volt a helyiség táncoló fiatalokkal.
Készült televíziós felvételük, amelyet például a Tapsifüles című műsorban láthattak (a Magyar Televízió első könnyűzenei műsora, a Tapsifüles). A műsort Keresztes Tibor (Cintula) vezette. 
Népszerű külföldi dalokat is játszottak, igyekeztek követni az aktuális slágerlistát. Papp Imre Mityó ’71-ben, Baranski László később, ’72-ben átigazolt a hasonló zenét játszó Gemini együttesbe.